# Wiedemann–Franz-törvény
A Wiedemann–Franz-törvény a fémekben a hővezetés és az elektromos vezetőképesség közötti összefüggést határozza meg.
A törvény szerint a hővezetés (κ) és az elektromos vezetőképesség (σ) aránya a hőmérséklettől (T) függ:
{\displaystyle {\frac {\kappa }{\sigma }}=LT}
Az L egy állandó, melyet Lorenz-számnak hívnak.
{\displaystyle L={\frac {\kappa }{\sigma T}}={\frac {\pi ^{2}}{3}}\left({\frac {k_{B}}{e}}\right)^{2}=2,44\times 10^{-8}\,\mathrm {W\,\Omega \,K^{-2}} .}
A Wiedemann–Franz törvény egy tapasztalati törvény, melyet Gustav Wiedemann és Rudolph Franz fizikusokról neveztek el, akik 1853-ban tapasztalták kísérleteik során, hogy különböző, ugyanolyan hőmérsékletű fémeknél a κ/σ arány közelítőleg állandó.
A κ/σ aránynak a hőmérséklettől való függését Ludvig Lorenz fedezte fel 1872-ben.
Ez az összefüggés arra utal, hogy mind a hővezetés, mind az elektromos vezetés a fémekben lévő szabad elektronok mozgásán alapul.
A vezetőképesség általában egy másodrendű tenzor, itt izotrópikus állapotokat feltételezve skalármennyiségnek tekintjük.
Paul Drude 1900-ban felállított egy a jelenségen alapuló leírást, mely a vezetést teljesen általánosan tárgyalja (elektron-,ion-,hő-, stb vezetés).
Ez az általános leírás azonban nem helytálló a vezetésben részt vevő elektronok esetében.
A feltételezés szerint az elektronok úgy mozognának a szilárd testben, mint egy ideális gázban.
Ezek szerint a gyorsulás
{\displaystyle {\bar {F}}=-e\cdot {\bar {E}}=m\cdot {\frac {\;d{\bar {v}}}{\;dt}}}
{\displaystyle \;d{\bar {v}}=-{\frac {e\cdot {\bar {E}}}{m}}\;dt}
Ez viszont végtelen gyorsulást jelentene. Az elektronok azonban nem gyorsulnak fel végtelen mértékben a szilád testekben található gátak miatt (mint pl. a fononok), ezért a driftsebesség a jellemző az elektronok mozgására. A drift sebesség kapcsolatban van az átlagos szóródási idővel:
{\displaystyle {\frac {\;d{\bar {v}}}{\;dt}}=-{\frac {e\cdot {\bar {E}}}{m}}-{\frac {1}{\tau }}\cdot v}

## Az elmélet korlátai
A kísérletek tanúságai szerint az L állandó nem teljesen azonos minden anyagra.
Kittel megadja néhány anyagra az L értékét:
Az L változik  2.23×10−8 W Ω K−2 -tól (réznél 0 °C fokon), L = 3.2×10−8 W Ω K−2 .-ig (volfrámnál 100 °C-on).
Rosenberg szerint a Wiedemann–Franz törvény csak magas és alacsony hőmérsékleteken érvényes, de a köztes hőmérsékleteken nem érvényes.
Degenerált félvezetőknél az L értékét befolyásolják az atomközi kölcsönhatások és a Fermi szint. Ezért a Lorenz számot módosítani kell a következő esetekben:
- Változó félvezető szennyezés esetén,
- Változó rétegvastagság esetén
- Korrelált hordozók esetében[5][6]